# (459883) 2014 JX55
(459883) 2014 JX55 – planetoida z głównej części pasa planetoid, dawniej po wstępnych obserwacjach z 2007 r. jako obiekt 2007 EB26 uznawana za planetoidę wewnętrzną wobec orbity Ziemi, zbliżającą się na niewielką odległość do Słońca. Dalsze obserwacje całkowicie zaprzeczyły błędnym wyliczeniom orbity opartym na początkowych obserwacjach.
Obiekt nie ma jeszcze nazwy własnej, a tylko oznaczenie prowizoryczne i stały numer.

## Orbita i klasyfikacja

### Zakwalifikowanie do grupy Atiry
Kiedy obiekt był po raz pierwszy obserwowany w marcu 2007 w ramach projektu obserwacyjnego Mount Lemmon Survey, uznano, że jest on drugim, po Merkurym, pod względem najmniejszej średniej odległości od Słońca (0,55 au) spośród wszystkich znanych obiektów krążących wokół Słońca. Został sklasyfikowany jako asteroida Apohele (inaczej: z grupy Atiry, podtypu grupy Atena) i oznaczony tymczasowo jako 2007 EB26.
Wstępnie wyliczona orbita wskazywała, że jest to planetoida, która zawsze pozostaje wewnątrz orbity Ziemi, ze względu na stosunkowo duży mimośród ok. 0,79 zbliżając się do Słońca na odległość zaledwie 0,116 au (17,4 mln km) co około 148 dni, a oddalając się od niego maksymalnie na odległość 0,98 au, co czyniło ją planetoidą przecinającą orbitę Merkurego i przecinającą orbitę Wenus. Gdyby te wczesne obliczenia orbitalne nie okazały się błędne, obiekt nadal należałby do obiektów wewnętrznych w stosunku do orbity Ziemi – z grupy Atiry, będąc obiektem z jedną z najmniejszych odległości od Słońca w peryhelium orbity.

### Ustalenie orbity jako obiektu z pasa planetoid
Obiekt pozostawał na liście planetoid wewnętrznych wobec orbity Ziemi przez kilka lat, aż do identyfikacji z obiektami oznaczonymi tymczasowo jako 2010 MV87 oraz 2014 JX55. Wykonane kolejne obliczenia parametrów orbity, znacznie zmniejszające błędy ich wartości, całkowicie podważyły wcześniejsze obliczenia. 2014 JX55 okazał się planetoidą głównej części pasa planetoid, okrążającą Słońce w odległości 2,2–3,1 au raz na około 4 lata i 95 dni, w średniej odległości około 2,63 au. Jego orbita ma mimośród ok. 0,17 i nachylenie ponad 32° do ekliptyki.